# Contea di Qianxi
La contea di Qianxi (黔西县S, QiánxīP) è una contea della Cina, situata nella provincia del Guizhou e amministrata dalla prefettura di Bijie.